# Иванов, Анатолий Васильевич (режиссёр)
Анато́лий Васи́льевич Ивано́в (7 сентября 1941, Вышний Волочёк, Калининская область — 28 июня 2009, Воронеж) — советский и российский театральный режиссёр. Народный артист Российской Федерации (1994), лауреат Государственной премии Российской Федерации (1996).

## Биография
Родился в Вышнем Волочке Калининской области (ныне Тверская область). В детстве проживал в деревне Старое упразднённого Сорокинского сельского поселения.
В 1959—1961 годы актёр Вышневолоцкого драматического театра .
С 1961 по 1964 проходил срочную службу в Советской армии, на Семипалатинском ядерном полигоне.
В 1964 году, сразу после демобилизации поступил в ГИТИС (мастерская Анатолия Эфроса), который окончил в 1969 году. В 1969—1973 годах режиссёр, в 1979—1985 годах главный режиссёр Тамбовского драматического театра , в 1973—1979 годах главный режиссёр Сахалинского драматического театра, в 1985—1987 годах главный режиссёр Пензенского драматического театра .
С 1987 года главный режиссёр, с 1991 года художественный руководитель Воронежского академического театра драмы имени А.В. Кольцова.
Возглавив Воронежский театр драмы, обновил репертуар с упором на русскую классику и лучшие образцы мировой драматургии. На сцене театра шли пьесы: А. Чехова, Н. Гоголя, А. Островского, А. Толстого, М. Булгакова, В. Розова. С новыми постановками театр участвовал в десятках международных, всероссийских или межрегиональных фестивалях.
За 22 года руководства театром поставил более пятидесяти спектаклей, в том числе в Нижнем Новгороде, Таганроге, в Пензе, в Молдавии. Ставил спектакли за границей: в 1986 году в городе Бекешчаба (Венгрия), в 1988 году в Брно (Чехия). В 2005 году под эгидой Центра поддержки русских театров за рубежом — «Вечно живые» В. Розова в государственном русском драматическом театре имени А. П. Чехова (Кишинёв, Молдавия).
Преподавал в Воронежской государственной академии искусств. Дважды в 1998 и 2006 годах набирал актёрский курс. Бывшие студенты 1998 года набора составляют костяк труппы и продолжают традиции Кольцовского театра. В 1996 году провёл «мастер-класс» в университете Анкориджа University of Alaska Anchorage (Аляска, США).
Дважды в 1971 и 1982 годах избирался депутатом Тамбовского городского Совета депутатов трудящихся. Секретарь правления Союза театральных деятелей России. В 1997—2001 годах член Комиссии при Президенте РФ по Государственным премиям РФ в области литературы и искусства.
А.В. Иванов скончался после продолжительной болезни 28 июня 2009 года в Воронеже. Похоронен на аллее почётных граждан Коминтерновского кладбища города Воронеж.

## Избранные постановки
- 1986 — «Серебряная свадьба» А. Мишарина[15]
- 1987, 1991, 2007[16] — «Женитьба» Н.В. Гоголя[17]
- 1988 — «Собачье сердце» М. Булгакова на сцене Национального театра в Брно, 2008 на сцене Воронежского театра драмы имени А. Кольцова[18].
- 1989 — «Пришёл мужчина к женщине» С. Злотникова
- 1990 — «Самоубийца» Н. Эрдмана
- 1992 — «Прости меня, мой ангел белоснежный…» по пьесе А. Чехова «Без названия» на сцене Воронежского театра драмы имени А. Кольцова. В 2008 году на сцене Таганрогского драматического театра имени А.П. Чехова [19][20]
- 1992 — «Иллюзии» М. Компатанджело[21]
- 1994 — «Резвые крылья амура, или Бывшая Ваша благодетельница Меропа Мурзавецкая» по пьесе А. Островского «Волки и овцы»
- 2000 — «Вечно живые» В. Розова на сцене Воронежского театра драмы имени А. Кольцова [22] В 2004 году в Русском театре имени А.П.Чехова (Кишинёв, Молдавия)[23]. В Воронежском государственном академическом театре драмы им. А.В. Кольцова спектакль обновлён в 2010 году[24]
- 2000 — «Леший»[25]
- 2003 — «Зойкина квартира» М. Булгакова[26] на сцене Воронежского театра драмы имени А. Кольцова. В 2004 году на сцене Нижегородского Академического Театра Драмы[27]
- 2003 — «Ревизор» Н. Гоголя[28]
- 2004 — «Как это всё далёко — любовь, весна и юность…» по мотивам рассказов А. Платонова «Возвращение», «Фро» и др.[29]
- 2008 — Утиная охота А. Вампилова[30]
- «Коломба» Ж. Ануя[31]
- «Любовь по переписке» по повести В. Войновича «Путём взаимной переписки»[32]

## Награды и звания
- заслуженный деятель искусств РСФСР (1978);
- народный артист Российской Федерации (3 июня 1994) — за большие заслуги в области театрального искусства[33];
- Государственная премия Российской Федерации за 1996 — за спектакли «Прости меня, мой ангел белоснежный» по пьесе А. Чехова «Безотцовщина», «Резвые крылья амура, или Бывшая Ваша благодетельница Меропа Мурзавецкая» по пьесе А. Островского «Волки и овцы»[34];
- орден Почёта (2002) — за многолетнюю плодотворную деятельность в области культуры и искусства [35];
- медаль «200 лет МВД России» (2002)[источник не указан 1061 день];
- знак Управления культуры и туризма Воронежской области «За заслуги» (2006)[источник не указан 1061 день];

- премия Центрального федерального округа в области культуры (2007) [36];
- знак отличия за заслуги перед Воронежской областью (2009)[6].

## Память
- Имя А.В. Иванова среди жителей «Актёрского дома» по улице Карла Маркса, 174 в Тамбове. Памятная доска была установлена в 2012 году, скульптор Виктор Остриков[37];
- Мемориальная доска главному режиссёру в фойе Кольцовского театра в Воронеже.